# Ruschia costata
Ruschia costata är en isörtsväxtart som beskrevs av L. Bol. Ruschia costata ingår i släktet Ruschia och familjen isörtsväxter. Inga underarter finns listade i Catalogue of Life.